# چیپلی (فلوریدا)
چیپلی (به انگلیسی: Chipley) شهری در شهرستان واشنگتن ایالت فلوریدا است که در سال ۱۹۰۱ بنیان‌گذاری شده‌است. این شهر طبق سرشماری سال ۲۰۱۰ میلادی، ۳٬۶۰۵ نفر جمعیت داشته و مساحت آن نیز ۱۰٫۷ کیلومتر مربع است.